# Porsche 908
De Porsche 908 was een sportwagen van Porsche, geïntroduceerd in 1968 als opvolger van de door Ferdinand Piech ontworpen Porsche 907.
Nadat de FIA in 1967 aankondigde de regels voor het World Championship for Marques te wijzigen ontwierp Porsche de 908, die de eerste Porsche werd met de maximaal toegestane motorinhoud.
Hoewel de Porsche 908 eerst werd uitgevoerd als gesloten coupé om de weerstand te verminderen bij snelle races, werd vanaf 1969 vooral gereden met een lichtere open spyder, de 908-2.

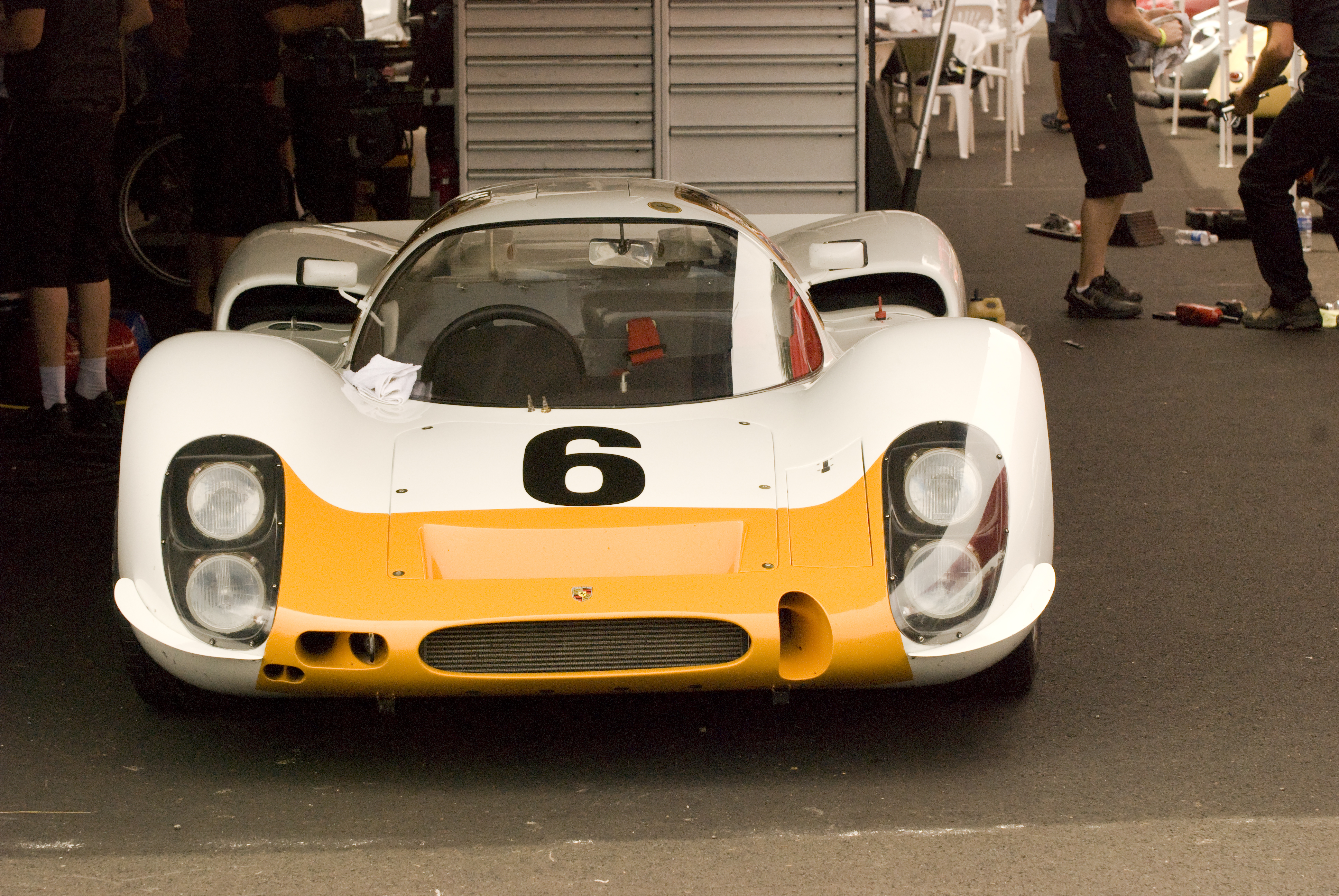
Porsche 908 vooraanzicht
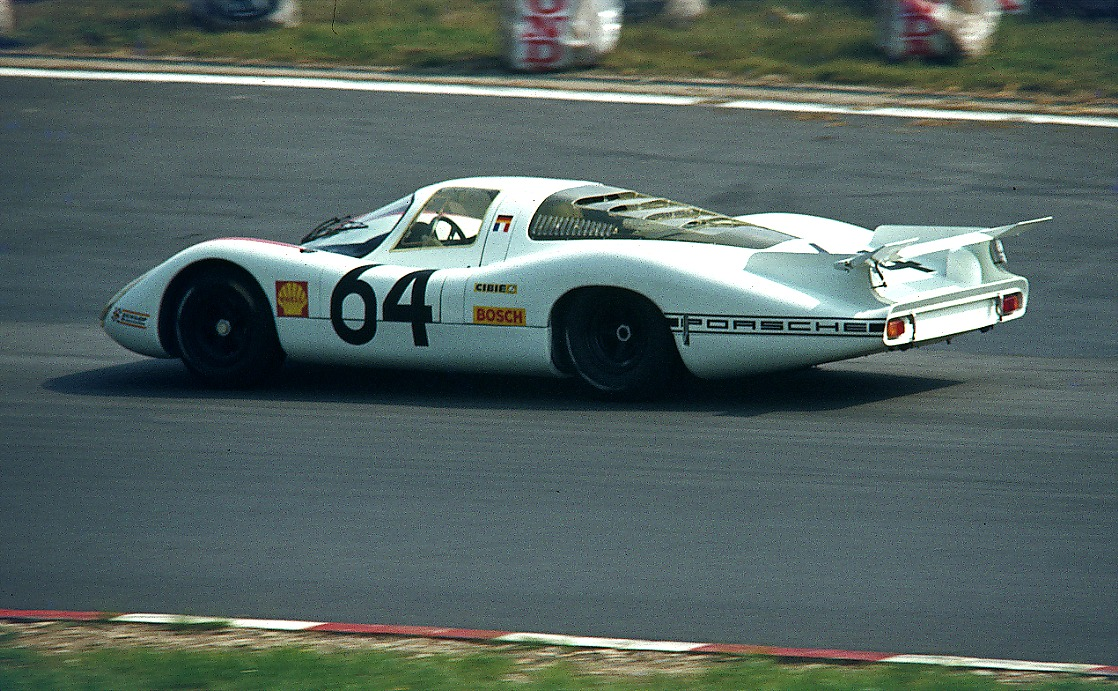
Porsche 908 LH (Langheck)
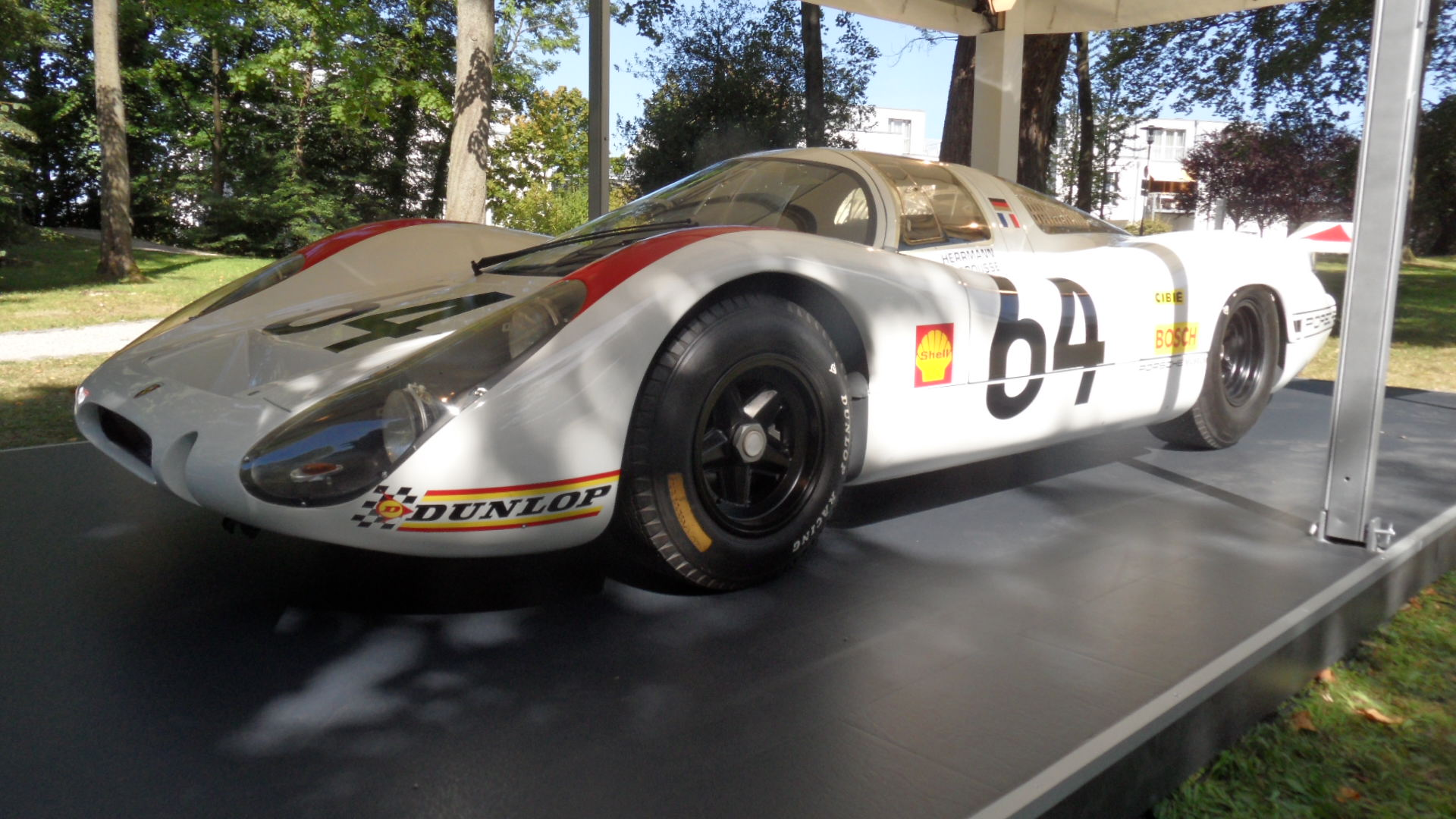
Porsche 908 LH (Langheck)
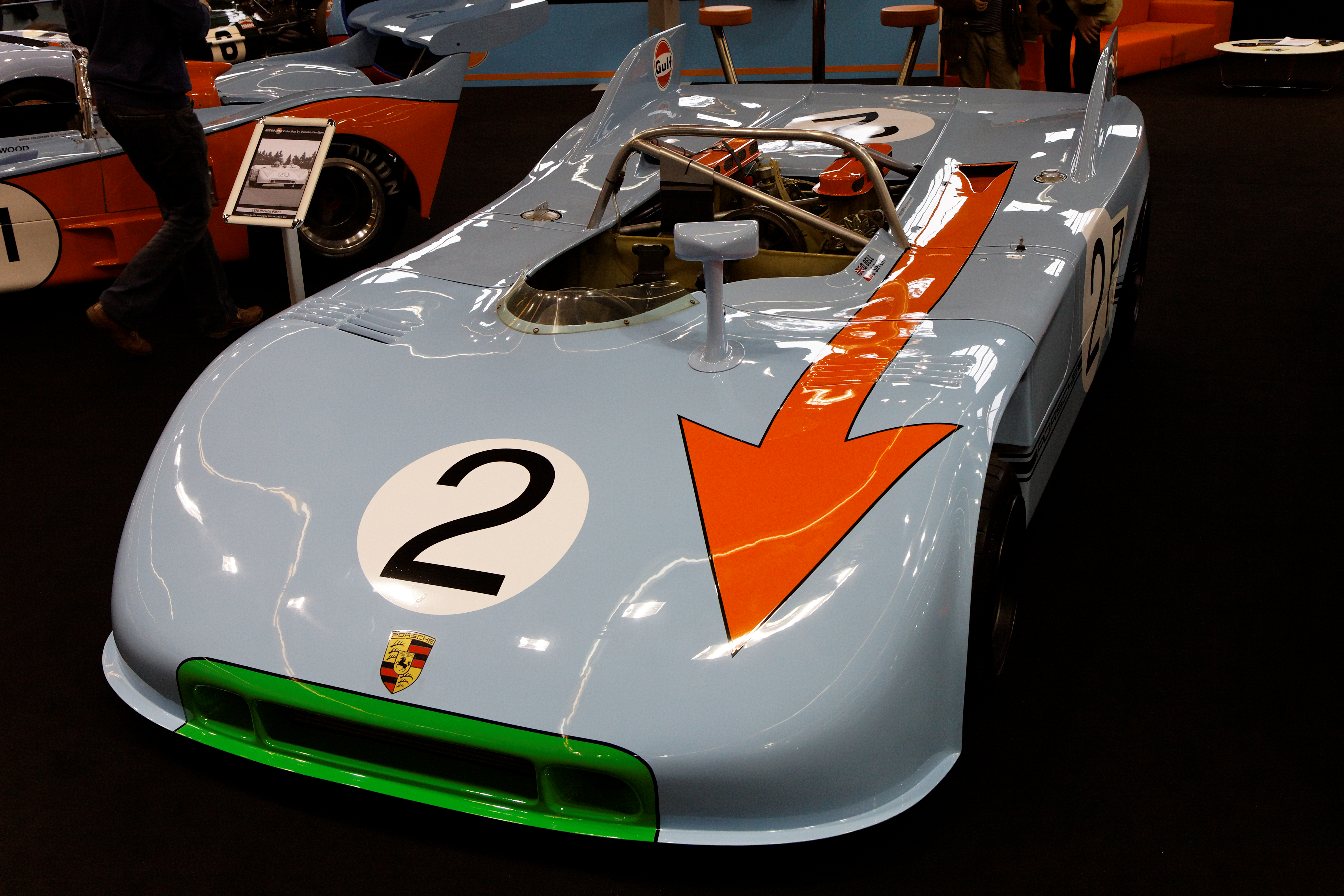
Porsche 908-3
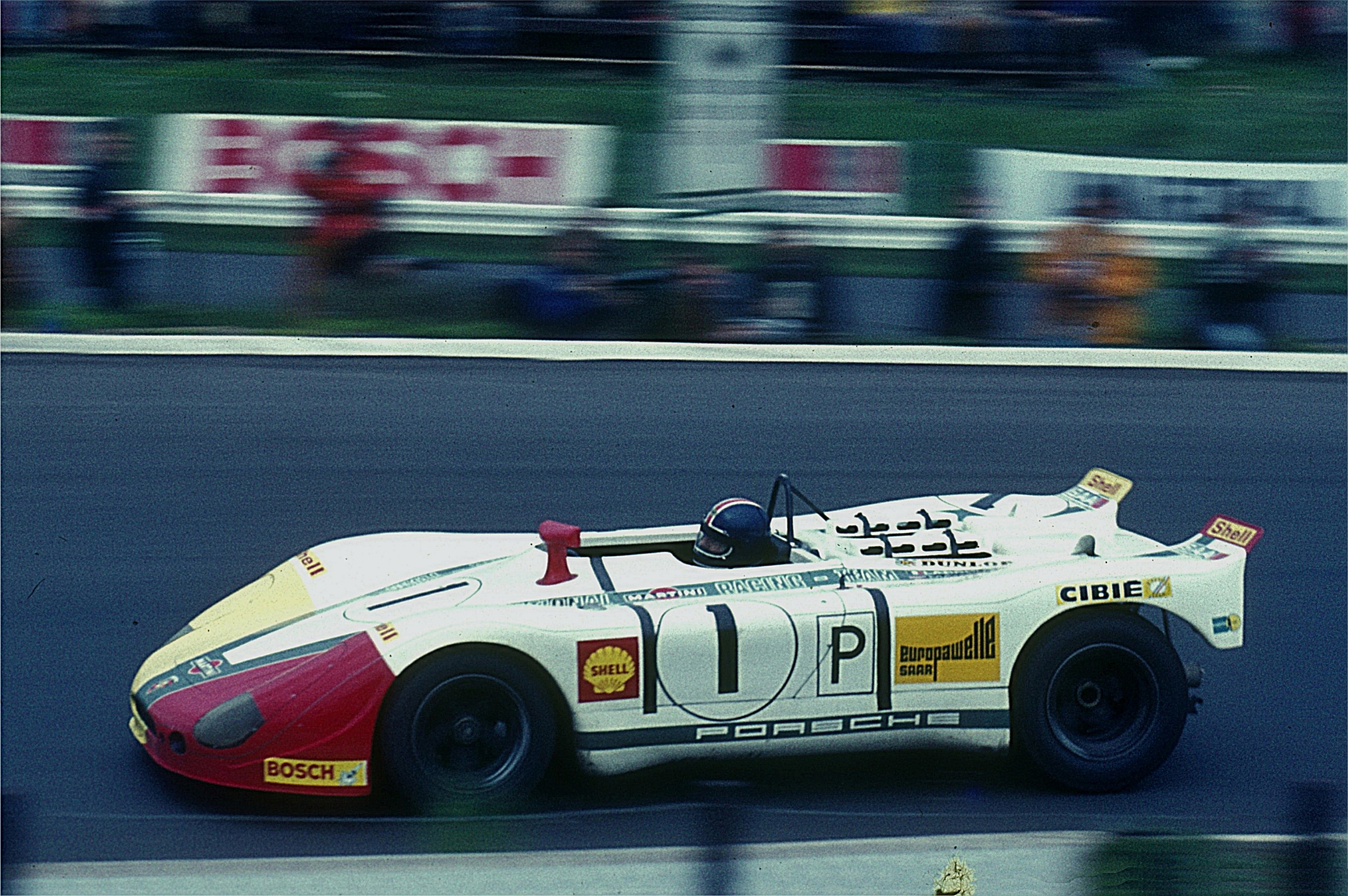
Porsche 908/02 Spyder „Flunder“ – 1969